# Páli, Győr-Moson-Sopron
Páli  este un sat în districtul Csorna, județul Győr-Moson-Sopron, Ungaria, având o populație de 383 de locuitori (2011). 

## Demografie
Componența etnică a satului Páli
     Maghiari (100%)
Componența confesională a satului Páli
     Romano-catolici (79,37%)
     Luterani (2,61%)
     Fără religie (1,57%)
     Reformați (1,31%)
     Atei (1,04%)
     Necunoscută (14,1%)
Conform recensământului din 2011, satul Páli avea 383 de locuitori. Din punct de vedere etnic, majoritatea locuitorilor (100,0%) erau maghiari.  Din punct de vedere confesional, majoritatea locuitorilor (79,37%) erau romano-catolici, existând și minorități de luterani (2,61%), persoane fără religie (1,57%), reformați (1,31%) și atei (1,04%). Pentru 14,1% din locuitori nu este cunoscută apartenența confesională.